# Barleria arnottiana
Barleria arnottiana es una especie de planta con flores del género Barleria, familia Acanthaceae.
Es nativa de Birmania y Sri Lanka.